# Сероне (Мачерата)
Сероне је насеље у Италији у округу Мачерата, региону Марке.
Према процени из 2011. у насељу је живело 30 становника. Насеље се налази на надморској висини од 444 м.